# Erik Nilsson
Erik Nilsson (né le 6 août 1916 à Malmö en Suède et mort le 9 septembre 1995 à Höllviken) était un joueur de football suédois.

## Biographie

### Club
Nilsson joue durant sa période de jeunes au Limhamns IF, avant d'aller en 1934 rejoindre l'Allsvenskan et le club du Malmö FF, où il joue jusqu'en 1953. Là bas, il gagne 5 championnats suédois et 5 coupes de Suède. 
Durant sa carrière, il rejeta une offre du grand club italien du AC Milan qui voulait s'offrir ses services.

### International
Nilsson joue également 57 matchs avec l'équipe de Suède, et participe à de nombreux tournois internationaux. 
Il participe à la coupe du monde 1938 en France, où les Suédois finissent 4e. Il joue également pour les Jeux olympiques de 1948 à Londres, où la Suède remporte la médaille d'or, son premier tournoi international, en battant la Yougoslavie 3-1 en finale. 
Deux années plus tard, il joue la coupe du monde 1950 au Brésil où les Suédois finissent encore 3e (il est le seul joueur avec le Suisse Alfred Bickel à participer au dernier mondial d'avant la Seconde Guerre mondiale et au premier d'après-guerre). Il remporte également la médaille de bronze aux Jeux olympiques d'Helsinki de 1952, en battant l'Allemagne de l'ouest 2-0.
En 1950, Nilsson remporte le Guldbollen (meilleur footballeur suédois de l'année). En 2003, il est introduit au SFS Hall Of Fame.